# Municipio de Atengo
Atengo es uno de los 125 municipios en los que se divide el estado mexicano de Jalisco. Se ubica en la región Sierra de Amula en el oeste del estado. Según los datos del censo del 2015 el municipio tiene una población de 4918 habitantes.

## Toponimia
Según su etimología náhuatl, Atengo significa: “en la orilla del agua”; atl-agua. Tendli-orilla o labio y co-lugar; también se ha interpretado como “lugar situado al borde del río o “en la ribera”.

## Historia
Era pueblo perteneciente al cacicazgo de Tenamaxtlán. Fue habitado por indígenas toltecas que adoraban un ídolo que llamaban Pupuca porque echaba humo por los ojos y boca.
La conquista del lugar la realizó Francisco Cortés de San Buenaventura en 1525, cuando se dirigía a Tepic. Durante los días que estuvo en la región, recibió el vasallaje de todos los pueblos del cacicazgo de Tenamaxtlán, entregando en encomienda tales poblaciones a Pedro Gómez y a Martín Monje de León. Este fundó una estancia de ganado entre Tenamaxtlán y Atengo que aún estaba en pie en 1579, año en que era corregidor del lugar Pedro de Ávila.
Una relación firmada por Martín Monje dice que Atengo, en aquel entonces, tenía la mayor población de la provincia. Ya para el año de 1785 Atengo solo contaba con 30 familias que se dedicaban a la agricultura y la ganadería. En 1825 Atengo ya tenía ayuntamiento, y desde esa fecha hasta 1843 perteneció al 6.º Cantón de Autlán; a partir de esa fecha y hasta que se erige en municipalidad perteneció al 10.º cantón de Mascota.
El 31 de mayo de 1918 el gobernador sustituto del estado, don Manuel Bouquet, publicó el decreto número 1859, según el cual se erigía en municipalidad la comisaría de Atengo, anexándole la comisaría de Soyatlán. El edificio de la presidencia municipal fue construido en 1940.

## Descripción geográfica

### Ubicación
El municipio de Atengo se localiza en la región Sierra de Amula del estado de Jalisco. Sus municipios colindantes son Ameca, Tecolotlán, Ayutla, Tenamaxtlán, Guachinango, Atenguillo, Cuautla y Mixtlán. Tiene una extensión territorial de 531,75 kilómetros cuadrados.
El municipio colinda al norte con los municipios de Mixtlán y Tecolotlán; al este con los municipios de Tecolotlán y Tenamaxtlán; al sur con los municipios de Tenamaxtlán, Ayutla y Cuautla; al oeste con los municipios de Cuautla, Atenguillo y Mixtlán.

## Medio físico
El territorio municipal de Atengo está compuesto por un 37,7% de terrenos semi planos, o lomeríos, un 35% de  zonas accidentadas (montañosas) y un 26% de terrenos planos. El suelo predominante es el regosol (47,6%), son de poco desarrollo, claros y pobres en materia orgánica pareciéndose bastante a la roca que les da origen; después tenemos suelos de tipo feozem, cambrisol, luvisol y litosol 28, 12, 6 y 4 por ciento respectivamente. En cuanto a la cobertura del suelo el bosque (49,2%) es el uso de suelo dominante en el municipio, la agricultura ocupa un segundo lugar con el 29% y, por último, tenemos el pastizal, selva y asentamiento humano con el 17, el 4 y el 0,1 por ciento respectivamente. 
La roca predominante es la extrusiva ácida (54,8%) se trata de rocas ígneas de origen volcánico vertido a la superficie a través de fisuras o volcanes. En su estructura geológica encontramos roca basáltica, residual, toba y aluvial.

### Hidrografía
Los tipos de recursos hídricos del municipio están constituidos por aguas subterráneas, ríos y lagos. El territorio está ubicado dentro de 3 acuíferos de los que el 0,0% no tienen disponibilidad y el 100,0% ofrecen disponibilidad de agua subterránea. Además, el territorio municipal está dentro de las cuencas Ameca Pijinto, Atenguillo, Tacotán de las que el 100,0% tienen disponibilidad y el 0,0% presentan déficit de disponibilidad de agua superficial.
Sus recursos hidrológicos son proporcionados por los ríos: Atengo, San Pedro y Yerbabuena; por los arroyos: El Salitre de la Pila, Cofradía, Cedros y Agua Fría y por la presa La Garruñoza, además de existir pozos profundos.

### Clima y precipitación
La mayor parte del municipio de Atengo (90%) tiene clima semicálido semihúmedo. Mientras que del análisis de la precipitación media mensual histórica con registros hasta el 2021 del municipio Atengo tenemos que la precipitación acumulada promedio es de 885.1 mm; la media del mes de enero es de 24,6 mm, la mínima de 18,9 mm y la máxima de 32,3 mm; mientras que en julio la precipitación media es de 221,1 mm, la mínima de 202,1 mm y máxima de 256,3 mm. Los vientos dominantes vienen del norte.

### Temperatura
La temperatura media mensual conforme a los registros históricos hasta el 2021 del municipio, nos dice que la media anual promedio es de 20,1 grados centígrados (°C), la mínima y máxima promedio anual de 10,9 °C y 29,3 °C. La temperatura más fría se presentó en los meses de enero y febrero con 1,4 °C y 2,5 °C respectivamente y las más altas fueron de 34,2 °C y 33,2 °C de los meses mayo y abril respectivamente.

## Sequía
A nivel municipal la sequía extrema es la que tiene una mayor distribución con un 52,0%, seguida por la sequía excepcional, severa y moderada con el 26, 13 y 4,1 por ciento respectivamente. En menor medida se encuentra sin sequía y anormalmente seco con el 4,1% y el 0,1%.

## Áreas naturales protegidas
Atengo alberga 1 área natural protegida con una superficie de 1,938.33 hectáreas (ha) lo que representa el 3,6% de todo el territorio municipal. El ANP lleva por nombre Cuenca Alimentadora del Distrito Nacional de Riego 043, Nayarit.

## Flora y fauna

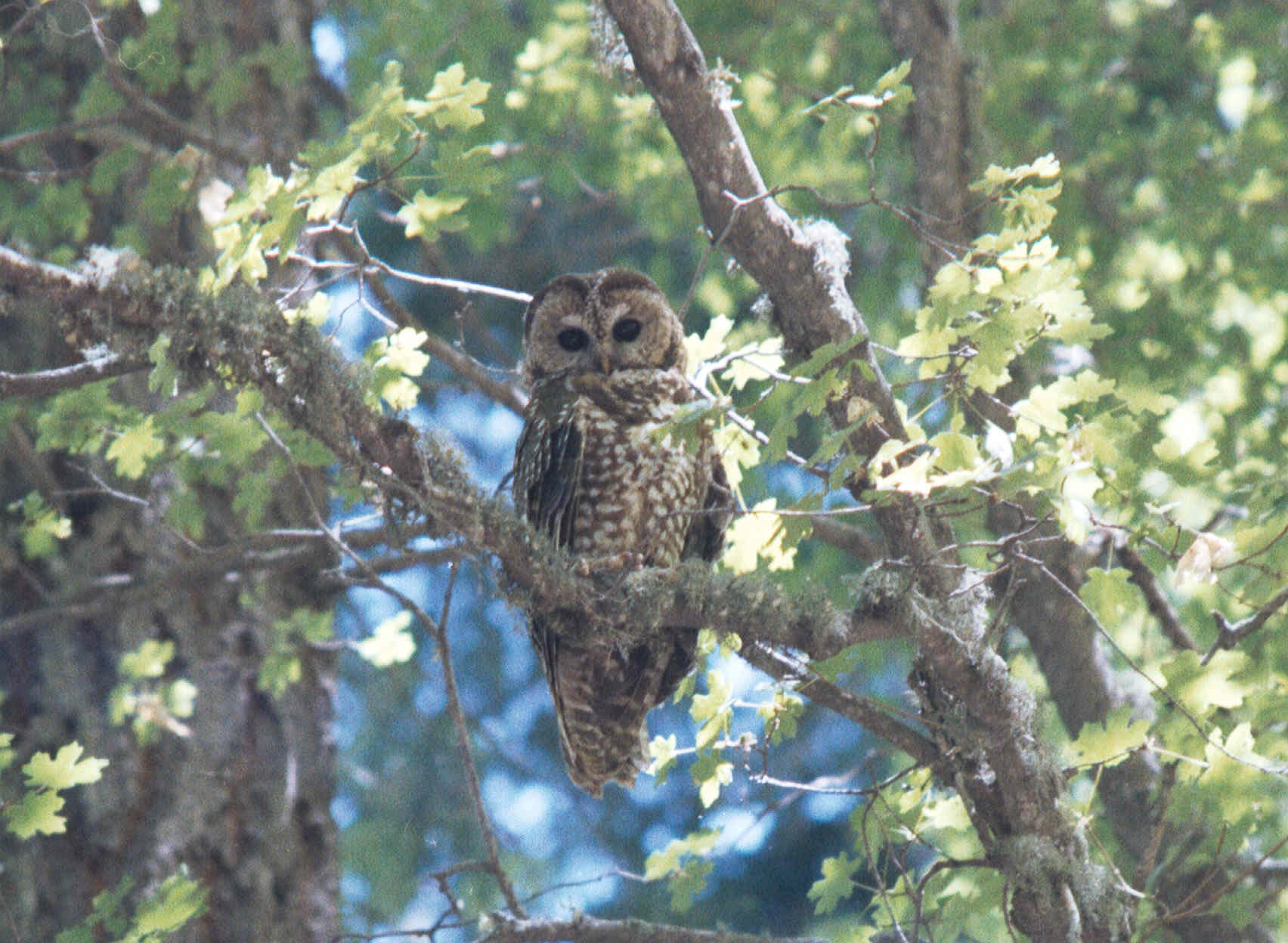
El tecolote habita en el municipio.

La vegetación que predomina son encinos, pinos, robles y oyamel; en las zonas planas existe vegetación baja espinosa y matorral.
En esta región habitan:
- venado[5]
  - Odocoileus virginianus
- jabalí [5]
  - Pecari tajacu
    - P. tajacu sonoriensis[6]
- conejo[5]
  - Sylvilagus sp.
- armadillo[5]
  - Dasypus novemcinctus
    - D. novemcinctus mexicanus[6]
- ardilla[5][7]
  - Sciurus colliaei[7]
    - S. colliaei nuchalis[6]
- coatí[7]
  - Nasua narica[7]
    - N. narica molaris[6]
- tecolote[5]
- gallina[5]
- gavilán [5]
- entre otros[5]

## Infraestructura
El municipio cuenta con 16 servicios públicos, de los cuales destacan 21 escuelas, seguido de 18 instalaciones deportivas o recreación y 13 templos.

### Salud
De acuerdo con los registros de la secretaría de salud, en el municipio se encuentran 3 unidades de servicio de salud como lo son consultorios, hospitales generales y especializados, oficinas administrativas, farmacias, laboratorios, unidades de medicina familiar, de especialidades médicas y móviles. De las cuales 3 corresponden a la Secretaría de Salud (SSJ).

## Economía
Conforme a la información del Directorio Estadístico Nacional de Unidades Económicas (DENUE) de INEGI, el municipio de Atengo cuenta con 103 unidades económicas al mes de mayo de 2024 y su distribución por sectores revela un predominio de establecimientos dedicados a Servicios, siendo estos el 42,72% del total en el municipio.

### Empleos
Para junio de 2024 el IMSS reportó un total de 23 trabajadores asegurados, lo que representó para el municipio de Atengo un incremento anual de 1 trabajadores en comparación con el mismo mes de 2023, debido al alza del registro de empleo formal de algunos de sus grupos económicos principalmente el de Compraventa de gases, combustibles y lubricantes. En función de los registros del IMSS el grupo económico que más empleos presentó dentro del municipio de Atengo fue el de Ganadería, ya que en junio de 2024 registró un total de 14 trabajadores concentrando el 60,87% del total de asegurados en el municipio. El segundo grupo económico con más trabajadores asegurados fue el de compraventa de gases, combustibles y lubricantes, que para junio de 2024 registró 6 trabajadores asegurados que representan el 26,09% del total de trabajadores asegurados a dicha fecha. En tercer lugar tenemos a las agrupaciones mercantiles, profesionales, cívicas, políticas, laborales y religiosas con el 8,7% de asegurados con respecto al total municipal.

## Demografía y localidades
Según el Censo de Población y Vivienda 2020, su población en ese año era de 5,599 personas; de las que el 50,6 por ciento eran hombres y 49,4 por ciento mujeres.  Comparando este volumen poblacional con el del año 2015 (5,475 habitantes), se observa que la población municipal aumentó un 2,26 por ciento en cinco años.

### Localidades
En 2020 Atengo contaba con 19 localidades, de éstas, 2 eran de dos viviendas y 4 de una. La localidad de Soyatlán del Oro era la más poblada, con 2,386 personas, que representaban el 42.6% de la población del municipio; le seguía Atengo con el 29,3%, Agostadero con el 5.6%, Yerbabuena con el 5,4% y Cofradía de Lepe con el 4,7% del total municipal.
| Código INEGI      | Localidad         | Población (2020) |
| ----------------- | ----------------- | ---------------- |
| 140110024         | Soyatlán del Oro  | 2 386            |
| 140110001         | Atengo            | 1 639            |
| Otras localidades | Otras localidades | 1 574            |
| Total municipal   | Total municipal   | 5 599            |

## Pobreza por carencia social
Para el año 2020, el 81% de la población carecía de acceso a seguridad social mientras que el 29% tuvo rezago educativo y siguiendo esta línea tenemos que el 9% carecía de acceso a servicios de salud. En menores proporciones tenemos al acceso a servicios básicos de la vivienda, calidad y espacios de la vivienda y acceso a la alimentación con 44, 16 y 20 por ciento respectivamente.

## índice de desarrollo municipal
Atengo obtiene un desarrollo institucional Muy Alto con un IDM-I de 72.1, que lo coloca en el sitio 19 del ordenamiento estatal.

## Promedio mensual de carpetas de investigación
Durante el periodo de junio 2023 a mayo de 2024, se abrieron un total de 18 carpetas de investigación con un promedio mensual de 2 carpetas abiertas donde el delito con más investigaciones fue el de otros tipos de robos.

## Turismo
Arquitectura
- Templo antiguo de Atengo.
- Templo El Rosario.
- Presidencia municipal.

Artesanías
- Elaboración de: talabartería, chamarras forradas, muebles típicos y soguillas de piel.

Parques y reservas
- Río Atengo.
- Bosque El Picacho.
- Bosque La Tetilla.
- Bosque Telexeca.

## Fiestas
Fiestas civiles
- Fiesta taurina de la delegación de Macuchi. Enero.

Fiestas religiosas
- Fiesta en honor de la Virgen de Atengo. Del 30 de agosto al 8 de septiembre.

## Ciudades hermanas
- Zapopan, México (2002).[10]